# Jiří Cvekl
Jiří Cvekl (14. září 1919, Nižbor – 11. května 1995, Praha) byl český filozof a germanista.

## Život
Po 2. světové válce se angažoval v sociální demokracii, po roce 1948 vstoupil do KSČ. Roku 1956 se habilitoval na Filozofické fakultě Univerzity Karlovy v Praze a poté pracoval ve Filozofickém ústavu ČSAV. Roku 1968 byl vyloučen z KSČ a roku 1970 byl převeden do Encyklopedického ústavu ČSAV. (L. Hrzal s J. Netopilíkem v knize Ideologický boj ve vývoji čs. filozofie Cvekla označují za revizionistu a hlasatele demokratického socialismu). Roku 1977, po vzniku Charty 77, Cvekl využil situace a Chartu veřejně kritizoval (článek Nejsme na stejné lodi! v Rudém právu) - poté mohl opět pracovat ve Filozofickém ústavu.
Cvekl byl výrazným představitelem pokusu učinit z marxismu znovu filozofii, a nikoli ho chápat jako ideologii. V tomto smyslu byl jednou z klíčových osobností tzv. obrodného procesu 60. let v Československu. Výrazně ovlivnil též vnímání psychoanalýzy v Československu a na politické levici - roku 1965 vydal knihu Sigmund Freud, jejímž cílem bylo "aby výrazy freudismus a psychoanalýza přestaly být v rámci marxismu chápány jako pejorativní označení“. Posléze se věnoval filozofii času a časovosti.